# Фарул (футбольний клуб)
«Фарул» Констанца (рум. FC Farul Constanţa) — румунський футбольний клуб з міста Констанца, заснований 1920 року.
Команда провела 42 сезони в Лізі I, найвищою позицією було четверте місце, яке команда посідала двічі. У 2016 році через фінансові проблеми «Фарул» був розформований і заснований заново з пониженням в Лігу IV. В 2021 році команда об'єдналась з «Віїторулом» і зайняла його місце у вищому дивізіоні, вигравши у сезоні 2022/23 вперше титул чемпіона за свою понад 100-річну історію.

## Історія
Клуб заснований в 1920 році як Serviciul Porturi Maritime Constanţa і виступав під цією назвою до 1946 року, коли був перейменований в Porturi Comunicaţii Ape Constanţa (PCA Constanţa).
У 1949 році два футбольних клуби з міста Костанца (Dezrobirea Constanţa і PCA Constanţa) об'єдналися під назвою «Локомотива ПКА Констанца». Команда виступала в Дивізії В (друга ліга), поки в 1954 році не вийшла вперше в Дивізію А. Втім вже на наступний рік команда знову повернулася до Дивізії В. У 1958 році клуб був перейменований в «Фарул» (рум. маяк), в цьому ж році клуб повернувся до Дивізії А.
Клуб двічі займав четверте місце в чемпіонаті Румунії в сезонах 1959/60 та 1966/67
У сезоні 2004/05 клуб зайняв високе 5 місце в чемпіонаті і вийшов у фінал Кубка Румунії, де поступився клубу «Динамо» (Бухарест) з рахунком 0:1. За свою історію «Фарул» п'ять разів вигравав Лігу II, а також 1 раз грав у фіналі Балканського кубка.
22 вересня 2016 року «Фарул» був оголошений банкрутом. Коли стало ясно, що банкрутство неминуче, група прихильників «Фарула» за кілька тижнів зуміла створити та зареєструвати нову організацію з єдиною метою продовжити традицію клубу. Таким чином, 8 серпня 2016 року вони започаткували клуб, який забезпечив футбольну наступність «Фарула», уникаючи зникнення чи сезонів паузи. Новий клуб зберіг біло-сині кольори і старий логотип «Фарула», на якому зображений маяк Констанца, Чорне море і чайка, що летить. Команда була зарахована до Ліги IV на сезон 2016/17. Там «Фарул» посів 1-е місце, здобувши 32 перемоги в 34 іграх і забивши 135 голів при 14 пропущених, а потім виграли плей-оф за підвищення. У наступному сезоні 2017/18 «Фарул» до останніх турів вів боротьбу за підвищення з «Прогресулом Спартак» (Бухарест), і в підсумку посів 1-е місце і вийшов у Лігу II, де провів наступні три роки.
У червні 2021 року власник «Віїторула» Георге Хаджі, президент Георге Попеску та власник «Фарула» Чіпріан Маріка оголосили на прес-конференції, що їхні два клуби об'єдналися. Тому «Віїторул» було перейменовано на «Фарул», об'єднана команда продовжила виступати на стадіоні «Віїторул».
За результатами сезону 2022/23 об'єднаний клуб став Чемпіоном Румунії, випередивши в підсумковій таблиці чемпіонської групи на 7 очок бухарестський ФКСБ.

## Досягнення
- Чемпіон Румунії (1):

2022/23
- Фіналіст Кубка Румунії (1):

2004/05
- Фіналіст Балканського Кубка (1):

1964-66.

## Виступи в єврокубках

### Кубок Інтертото
| Сезон | Раунд             | Клуб                  | Вдома | На виїзді | Загалом |
| ----- | ----------------- | --------------------- | ----- | --------- | ------- |
| 1995  | Груповий етап (8) | «Бечей»               |       | 2:1       | 1 місце |
| 1995  | Груповий етап (8) | «Погонь» (Щецин)      | 2:1   |           | 1 місце |
| 1995  | Груповий етап (8) | «Канн»                |       | 0:0       | 1 місце |
| 1995  | Груповий етап (8) | «Дніпро» (Могильов)   | 2:0   |           | 1 місце |
| 1995  | 1/8 фіналу        | «Геренвен»            |       | 0:4       | 0:4     |
| 2006  | Перший раунд      | «Побєда»              | 2:0   | 2:2       | 4:2     |
| 2006  | другий раунд      | «Локомотив» (Пловдив) | 2:1   | 1:1       | 3:2     |
| 2006  | третій раунд      | «Осер»                | 1:0   | 1:4       | 2:4     |

## Відомі гравці
- Маріан Аліуце
- Юліан Апостол
- Яніс Зіку
- Богдан Мара
- Георге Хаджі